# Гинс, Георгий Константинович
Гео́ргий Константи́нович Гинс (англ. George Constantine Guins; 15 апреля (28 апреля) 1887, Новогеоргиевск (ныне Модлин) — 24 сентября 1971, Редвуд-Сити, Калифорния) — российский учёный-юрист, политический деятель. Член правительства Российского государства (1919).

## Биография
Родился в крепости Новогеоргиевск в семье офицера Константина Гинса и Екатерины Ламзаки. Потомственный дворянин Киевской губернии. Родителями матери были грек и болгарка, родителями отца — обрусевший англичанин и русская.
Окончил Кишинёвскую 2-ю гимназию (1904; с золотой медалью) и юридический факультет Санкт-Петербургского университета (1909; написал сочинение на тему «Сущность юридических лиц»). С 1 сентября 1910 года по 1 сентября 1916 года был оставлен со стипендией при Санкт-Петербургском университете для приготовления к профессорскому званию на кафедре гражданского права. В 1911—1913 годах обучался в университетах Берлина, Гейдельберга и Парижа. Магистр права (1929; защитил в Париже при Русской академической группе диссертацию на тему: «Водное право и предметы общего пользования»).

### Публицист
Одновременно с учёбой в университете занимался журналистикой, с 1906 публиковался в газете «Бессарабская жизнь» (Кишинёв) и журнале «Студенческая жизнь» (Санкт-Петербург), с 1908 года — в либеральном юридическом издании «Право». Был одним из организаторов студенческого научного журнала «Вопросы обществознания». Уже после окончания университета стал печататься в «Историческом вестнике» (с 1911; опубликовал в нём этнографические очерки «Таранчи и дунчане» и «В киргизских аулах») и в «Журнале Министерства юстиции» (с 1912).

### Чиновник и преподаватель
С 1909 года служил в Министерстве юстиции, затем в Переселенческом управлении, где занимался вопросами водного права (распределения оросительных систем) в Туркестане. Летом 1909 совершил большую командировку в Семиречье, после чего опубликовал брошюру «Какие начала должны быть проведены в водном законе для Туркестана?» и книгу «Действующее водное право Туркестана и будущий водный закон» (обе вышли в 1910). Изучал иностранное колонизационное законодательство, которое изложил в очерках «Переселение и колонизация» в двух выпусках и в статье «Колонии и колонизация», помещенной в энциклопедический словарь Брокгауза и Эфрона. Выступал за всестороннее культурное развитие российских окраин, что облегчило ему позднее (в 1918) сближение с сибирскими областниками.
С 1913 года служил в канцелярии Главноуправляющего землеустройством и земледелием, в должности чиновника особых поручений VI класса. Соавтор книги «Сельскохозяйственное ведомство за 75 лет его деятельности». После начала Первой мировой войны Г. К. Гинс — один из разработчиков карточной системы распределения продовольствия в России, сотрудник управления делами Особого совещания по продовольствию, в этой же должности оставался и в 1917 году при Временном правительстве. С 1 июля 1917, одновременно, старший юрисконсульт Министерства продовольствия. В этот период примыкал к Конституционно-демократической партии, главным авторитетом в которой для него был А. И. Шингарёв.
С 1916 года — приват-доцент по кафедре гражданского права Санкт-Петербургского университета, также преподавал систему римского права в Психоневрологическом институте.

### Деятельность во время Гражданской войны
В январе 1918 переехал в Омск, где возглавил организационно-инструкторский подотдел неторгового отдела Союза кооперативных союзов Западной Сибири «Центросибирь» (в этот период неторговый отдел возглавлял будущий глава сибирского и «колчаковского» правительств П. В. Вологодский). С мая 1918 был членом правления «Центросибири». Постоянно публиковался в журнале «Центросибири» «Трудовая Сибирь», предложил проект развития широкой культурно-просветительной деятельности своего кооперативного союза. Одновременно участвовал в антибольшевистской подпольной деятельности.
С середины 1918 — управляющий делами Западно-Сибирского комиссариата Временного Сибирского правительства, затем — управляющий делами Временного Сибирского правительства в Омске, одновременно входил в состав его Административного совета. В сентябре 1918 выступил против увольнения А. Н. Гришина-Алмазова с поста военного министра, был заподозрен в участии в заговоре против левого большинства правительства, но смог оправдаться. Несмотря на это, оставался в конфликте с левыми политиками, в том числе с социалистами-революционерами.
Также с осени 1918 был и. д. экстраординарного профессора по кафедре гражданского права Омского политехнического института в Омске (с 1919 — Омского института сельского хозяйства и промышленности).
С октября 1918 вошёл в состав Всероссийского правительства в качестве товарища министра народного просвещения. Сохранил этот пост в правительстве А. В. Колчака (с 5 ноября 1918). Настаивал на коренных изменениях в народном образовании, применительно к условиям Сибири, введении в образование английского языка. Считал необходимым возвращение школ в ведение местных органов министерства просвещения. Затем (с декабря 1918) был товарищем министра иностранных дел, в феврале был вынужден сделать перерыв в своей работе из-за тяжёлой болезни (сыпного тифа).
1 апреля 1919 был назначен членом Совета министров с освобождением от должности товарища министра иностранных дел. С 9 апреля 1919 также являлся председателем чрезвычайного Государственного экономического совещания, с 19 июня — Государственного экономического совещания. Предложил проект земельной реформы, отклонённый правительством. Считал, что власть должна была нивелировать разницу между мелкими и крупными крестьянскими хозяйствами в пользу первых для создания крепкого сельского собственника. Выступил за передачу крупных земельных владений крестьянам: при этом собственники должны были получить компенсацию посредством особого государственного земельного сбора.
С 16 августа 1919 — главноуправляющий делами Верховного правителя и Совета министров, преемник Г. Г. Тельберга на этом посту. Находился на этой должности до января 1920, когда выехал в эмиграцию под охраной японских властей. Был одним из самых влиятельных членов колчаковского правительства.

### Учёный-юрист
В 1920—1937 — экстраординарный профессор по кафедре римского права и торгового права Харбинского юридического факультета, читал курсы лекций по римскому праву, торговому праву, гражданскому праву, общей теории права. В 1926—1928 годах — заместитель декана юридического факультета, был бессменным редактором «Известий» факультета, выпустив 12 томов этого издания. Под его руководством на факультете издавался также журнал «Вестник китайского права», в своей работе сотрудничал с китайскими юристами, соавторами ряда его трудов были Ван Цзэнжун, Ли Шаоген и другие местные специалисты. В 1925—1937 преподавал одновременно в Педагогическом институте Харбина. С 1932 года — член Харбинской академической группы.
Автор ряда научных работ, выпустил в Харбине более двух десятков книг и брошюр, в том числе «Новые идеи в праве и основные проблемы современности» (2 тома, 1931—1932), «Социальная психология» (1936), «Право и культура» (1938), «Предприниматель» (1941, в соавторстве с крупным бизнесменом Л. Зикманом). Также опубликовал десятки статей в «Известиях Юридического факультета», журналах «Вестник Маньчжурии», «Рубеж» и «Русское обозрение», а также в газетах.

Как учёный выступал за сочетание государственного регулирования экономики и частной инициативы: 

Необходимо сохранить частную собственность, но сделать её менее эгоистической, не следует, при наличии разных классов населения, допускать те формы классовой борьбы, которые подрывают благополучие государства. Необходимо сохранить систему поощрения частной предприимчивости, потому что от этого зависит благосостояние страны. Необходимо усилить влияние государства в хозяйственной жизни, но нельзя допустить, чтобы государство превращало хозяев в чиновников.

После закрытия Юридического факультета был преподавателем созданного японскими властями Северо-Маньчжурского университета (1937—1939), кроме того, с 1937 преподавал в частном Харбинском коммерческом институте.

### Общественная и административная деятельность
В первой половине 1920-х годов совмещал педагогическую деятельность с работой в правлении Общества Китайско-Восточной железной дороги (КВЖД): с 1921 был начальником канцелярии правления, в январе 1923 — мае 1926 — главным контролёром Общества КВЖД. Оставил работу на железной дороге, отказавшись принять советское или китайское гражданство (советско-китайское соглашение 1924 предусматривало, что на КВЖД могли работать только граждане этих стран).
Также работал в Харбинском муниципалитете, в котором возглавлял собрание уполномоченных и комиссию по составлению положений и наказов. В 1923 был одним из инициаторов создания в Харбине Народного университета — общественного учебного заведения. В 1920—1921 редактировал литературно-художественный и общественно-политический журнал «Русское обозрение». В 1937 издал сборник «Россия и Пушкин», в котором, в частности, опубликовал собственные статьи «А. С. Пушкин и русское самосознание» и «Русское прошлое в произведениях Пушкина». Являлся одним из основателей предприятия «Русско-маньчжурская книготорговля», книжные магазины которого были открыты в разных городах Китая.
Автор мемуаров «Сибирь, союзники и Колчак. Поворотный момент русской истории (1918—1922 гг.). Впечатления и мысли члена Омского правительства» (Пекин; Харбин. 1920. Т. 1. Ч 1; Т. 2. Ч. 2, 3) — ценного источника по истории Гражданской войны.
Был последовательным противником компромисса с большевиками в виде «сменовеховства», стоял у истоков российского солидаризма, ставшего официальной идеологией Народно-трудового союза (НТС). В 1930 году опубликовал книгу «На путях к государству будущего: от либерализма к солидаризму». Будучи преподавателем Харбинского юридического института, оказал большое влияние на развитие политических взглядов обучавшегося в институте Константина Родзаевского.

### Банкир
Был председателем совета директоров в «Пригородном банке» в Харбине, директором которого был тогда Константин Петрович Харитонов (бывший член Государственной думы).

### Жизнь в США
Летом 1941 года уехал к сыновьям в Сан-Франциско, где редактировал газету «Русская жизнь». В 1944—1945 годах был сотрудником информационного агентства объединённых наций (UNRRA) в Вашингтоне. В 1945—1954 годах преподавал русскую историю и советское право в Калифорнийском университете в Беркли (1945—1954). В 1955—1964 годах сотрудничал в русской редакции радиостанции «Голос Америки». Публиковался в журнале НТС «Посев», журналах «Мысль» и «Наши дни». Входил в состав правления Кулаевского фонда, оказывавшего поддержку русской учащейся молодежи и эмигрантским организациям (с основателем фонда предпринимателем И. В. Кулаевым Г. К. Гинс вместе работал в 1920—1926 в Харбинском общественном собрании и Обществе домовладельцев).
В 1966 году его обширные устные воспоминания были записаны на магнитофон американским историком Борисом Реймондом.

## Труды
- Гинс Г. К. Таранчи и Дунгане. (Очерки из поездки по Семиречью) // Исторический вестник. — 1911. — № 8.
- Основныя начала проекта воднаго закона для Туркестана (недоступная ссылка): (с приложением проекта в редакции междуведомственной комиссии) / Г. К. Гинс. — Санкт-Петербург : Тип. Ф. Вайсберга и П. Гершунина, 1912. — 75, [1] с.; Отт. из № 9 «Вопросов колонизации»
- Гинс Г. К. В киргизских аулах // Исторический вестник. — 1913. — № 10.
- Карточная система: (Материалы) / Сост. зав. Отд. Г. К. Гинс; Упр. делами Особого совещ. по продовольствию. — Петроград : Екатерининская тип., 1916. — 100 с.; 25.
- Способы обеспечения обязательств (с точки зрения истории и системы гражданского права). — Петроград: Сенат. тип., 1917. — 29 с.
- Продовольственное законодательство : (организация народного хозяйства во время войны). — Омск, 1918.
- Сибирь, Союзники и Колчак. — Пекин: Типолитография русской духовной миссии, 1921. : Т. 1, Т. 2
  - Фотокопия второй части первого издания
  - Переиздание: Крафт+, 2007. ISBN 978-5-93675-127-1
  - Переиздание: Айрис-Пресс, 2008. ISBN 978-5-8112-3010-5
- Этические проблемы современного Китая. — Харбин: Русско-маньчжурская книготорговля, 1927.
- Обоснование политики права в трудах профессора Л. И. Петражицкого. — Харбин: Русско-маньчжурская книготорговля, 1927.
- Водное право и предметы общего пользования. — [Харбин]: Русско-маньчжурская книготорговля, 1928.
- Право и сила: очерки по истории теории права и политики. — Харбин, 1929.
- На путях к государству будущего: от либерализма к солидаризму. — Харбин, 1930.
- Очерки торгового права Китая. — Харбин: Типография Л. М. Абрамовича, 1930.
- Новые идеи в праве и основные проблемы современности. — Харбин: Типография Н. Е. Чинарева, 1931—1932.
- Монгольская государственность и право в их историческом развитии. — Харбин, 1932.
- Учение о праве и политическая экономия. — Харбин, 1933. — Вып. 1: Курс законоведения. — 1933. — 105, [3] с.
- Очерки социальной психологии. — [Харбин]: Склад изд. Русско-маньчжурская книготорговля, 1936. — 263 с.
- Общая теория права на основах социальной психологии и сравнительного правоведения. — Харбин, 1937.
- Свобода и принуждение в гражданском кодексе Маньчжу-Ди-Го. — Харбин, 1938.
- Право и культура: процессы формирования и развития права. — Харбин: Русско-маньчжурская книготорговля, 1938.
- (Вместе со Львом Цыкманом) Предприниматель. — Харбин: Изд. Л. Г. Цыкмана, 1941.
  - Переиздание: М.: Посев, 1992. — 222, [1] с. ISBN 5-85824-001-1
- Quo Vadis Europa? Европейская катастрофа. — Харбин: Изд. тов-ва «Заря», 1941.
- Soviet law and Soviet society. — Hague: Martinus Nijhoff, 1954. — xv, 457 pp.
  - Переиздание: Ann Arbor: University microfilms, 1987.
  - Переиздание: Westport: Hyperion press, 1981. ISBN 0-88355-907-2
- Communism on the decline. — Hague: Martinus Nijhoff, 1956. — 287 pp.
  - New York: philosophical library, 1956.
  - London: B.T. Batsford, 1956.